# 安博托山
43°05′20.70″N 02°35′43.31″W / 43.0890833°N 2.5953639°W

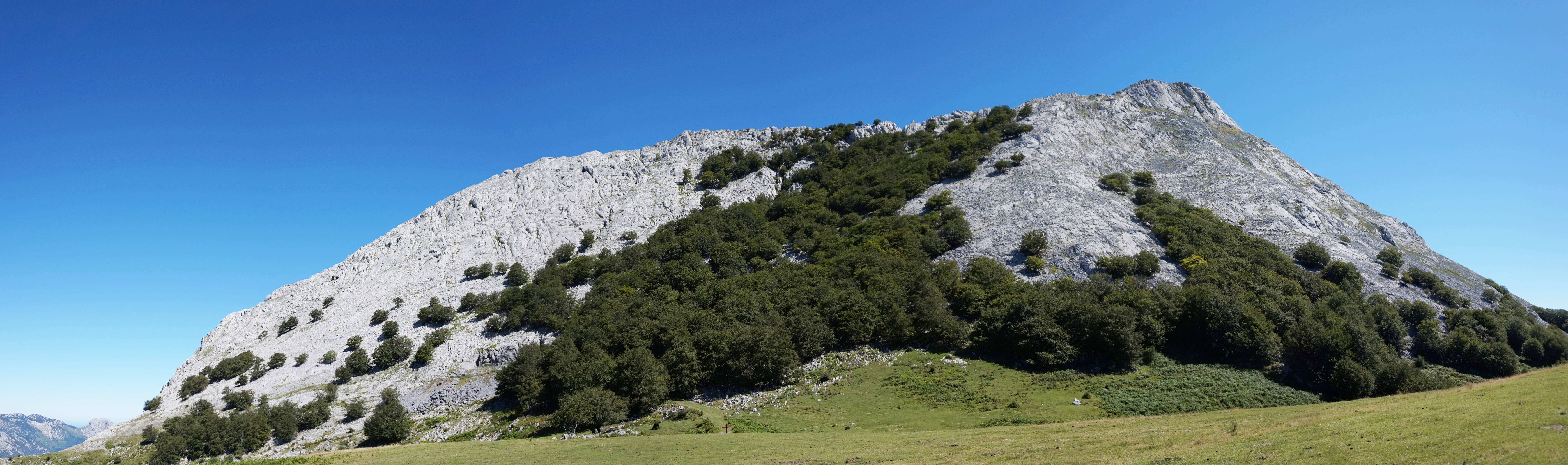

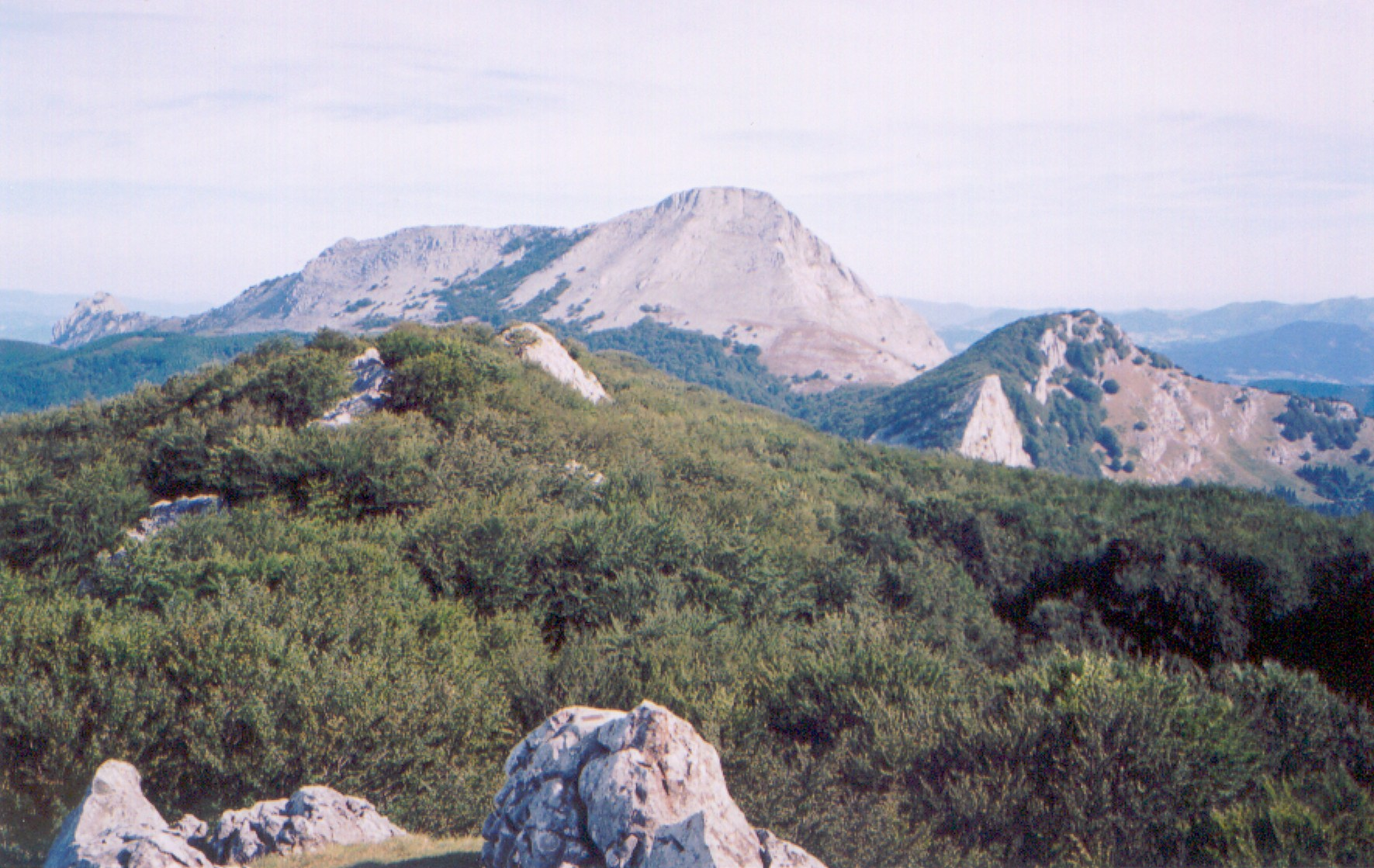

安博托山（西班牙語：Amboto），是西班牙的山峰，位於該國北部巴斯克自治區，屬於巴斯克山脈中烏爾基奧拉山脈的一部分，海拔高度1,331米，山體由石灰岩組成。